# Margawati
Margawati is een bestuurslaag in het regentschap Garut van de provincie West-Java, Indonesië. Margawati telt 9268 inwoners (volkstelling 2010).